# Aitor Larrazabal
Aitor Larrazabal Bilbao (Bilbao, 21 giugno 1971) è un allenatore di calcio ed ex calciatore spagnolo, di ruolo difensore.

## Carriera
Tutta la sua carriera si svolse nell'Athletic Bilbao, squadra della sua città, con cui ha totalizzato 445 presenze (tra Liga spagnola, Coppa del Re e Coppa UEFA) e realizzato 43 reti.